# 濱田浩一郎
濱田 浩一郎（はまだ こういちろう、1983年4月8日 - ）は、日本の歴史学者、著作家。専門は歴史学。
マネジメント事務所は青山shin office。

## 略歴・人物
大阪府生まれ、兵庫県相生市出身。2002年　兵庫県立相生高等学校卒業。
2002年皇學館大学文学部国史学科に入学。指導教員は歴史学者の恵良宏。2006年　皇學館大学文学部卒業。
2006年皇學館大学大学院文学研究科博士前期課程に進学。歴史学者の上横手雅敬に師事。2008年　皇學館大学大学院文学研究科国史学専攻博士前期課程修了。2010年　姫路獨協大学播磨学研究所研究員。
2011年皇學館大学大学院文学研究科博士後期課程単位取得満期退学。同年、兵庫県立大学内播磨学研究所研究員、姫路日ノ本短期大学非常勤講師。2012年姫路獨協大学非常勤講師、大阪観光大学観光学研究所客員研究員。

## 著作

### 単著
- 『播磨赤松一族』（新人物往来社2009年のちKADOKAWA）
- 『あの名将たちの狂気の謎』（中経の文庫2009年のちKADOKAWA）
- 『日本史に学ぶリストラ回避術』（北辰堂出版2010年）
- 『日本人のための安全保障入門―憲法九条を中心に―』（三恵社2011年）
- 『歴史は人生を教えてくれる―15歳の君へ』（桜の花出版2011年）
- 『超口語訳　方丈記』（東京書籍2012年のち彩図社文庫）
- 『日本人はこうして戦争をしてきた』（青林堂2012年）
- 『超訳 橋下徹の言葉』（日新報道2012年）
- 『教科書には載っていない 大日本帝国の情報戦』（彩図社2014年）
- 『昔とはここまで違う!  歴史教科書の新常識』（彩図社2016年）
- 『靖献遺言』（晋遊舎2016年）
- 『超訳「言志四録」西郷隆盛を支えた101の言葉』（すばる舎2017年）
- 『うひ山ぶみ』（いつか読んでみたかった日本の名著シリーズ16、致知出版社2017年）
- 『超口語訳 徒然草 』（新典社新書2017年）
- 『龍馬を斬った男　今井信郎伝』（アルファベータブックス2018年）
- 『勝海舟×西郷隆盛　明治維新を成し遂げた男の矜持』（青月社2018年）
- 『日本会議・肯定論！』（たちばな出版2018年）
- 『龍虎の生贄 驍将・畠山義就』（アルファベータブックス2019年）
- 『小説アドルフ・ヒトラー』全３巻（アルファベータブックス2020年）
- 『中学生からの超口語訳 信長公記』（ベストブック2020年）
- 『北条義時　鎌倉幕府を乗っ取った武将の真実』（星海社新書2021年）
- 『諸行無常がよく分かる　平家物語とその時代』（ベストブック2022年）
- 『家康クライシス - 天下人の危機回避術』（ワニブックス2022年）
- 『仇討ちはいかに禁止されたか? 「日本最後の仇討ち」の実像』（星海社新書2023年）
- 『明智光秀　その才知、深慮、狡猾』（アルファベータブックス2024年）
- 『明徳の乱 将軍・足利義満と山名一族の最終戦争』（星海社新書2024年）

### 共著
- 『兵庫県の不思議事典』（新人物往来社 2007年）‐有井基・大国正美・橘川真一編
- 『赤松一族　八人の素顔』（神戸新聞総合出版センター2011年） -播磨学研究所編
- 『ビジュアル　人物で読む太平洋戦争』（世界文化社2011年）-保阪正康・太平洋戦争研究会
- 『「坂の上の雲」を歩く 完結編』（三栄書房2011年）
- 『図説源平合戦のすべてがわかる本』（洋泉社2011年）
- 『源平合戦「3D立体」地図』（宝島社2012年）
- 『世界を変えたイノベーター コンピュータ世界の50傑』（オークラ出版2012年）
- 『病院でほんとうにあった怖い話』（宝島SUGOI文庫2012年）
- 『ビジュアル 大正クロニクル』（世界文化社2012年）
- 『現代日本を操った黒幕たち』（宝島社2012年　のち宝島SUGOI文庫）
- 『暗殺の日本史 消された歴史の謎を解く』（宝島社2013年）
- 『TPPでどうなる？あなたの生活と仕事』（宝島社2013年）
- 『大江戸まる見え番付ランキング』（学研パブリッシング2013年）
- 『邪馬台国の正体』（徳間書店2013年）
- 『零式艦上戦闘機と人間堀越二郎』（徳間書店2013年）
- 『戦国最強の軍師黒田官兵衛と竹中半兵衛』（洋泉社2013年）
- 『NHK大河ドラマ歴史ハンドブック 軍師官兵衛』（NHK出版2013年）
- 『神戸謎解き散歩』（KADOKAWA/中経出版2014年）
- 『鬼平と大江戸犯科帳』（洋泉社2014年）
- 『週刊　歴史ドキュメント刻一刻』（デアゴスティーニ・ジャパン2014年）
- 『絶対に見ておきたい日本の国宝』（洋泉社2014年）
- 『敗者の日本史』（洋泉社2015年）
- 『ここまでわかった！大坂の陣と豊臣秀頼』（KADOKAWA/中経出版2015年）
- 『井伊直虎』（洋泉社2017年）
- 『井伊一族のすべて 』（洋泉社2017年）
- 『応仁の乱』（洋泉社2017年）
- 『NHK大河ドラマ歴史ハンドブック麒麟がくる　明智光秀とその時代』（NHK出版2019年）‐小和田哲男監修
- 『検定不合格 新しい歴史教科書』（自由社2020年）
- 『検定合格 新しい歴史教科書』（自由社2021年）
- 『面白すぎる! 鎌倉・室町』（中央公論新社2021年）
- 『人物で読み解く日本史365人』（新星出版社2021年）‐佐藤優監修
- 『鎌倉幕府と北条義時 見るだけノート』（宝島社2022年）‐小和田哲男監修

### 監修
- 『戦国武将のリストラ逆転物語』（エクスナレッジ2013年）
- 『角川まんが学習シリーズ 日本の歴史』全15巻（KADOKAWA/角川書店2015年）※シナリオ監修協力

### 時代考証
- 吉田恵里香『僕とあいつの関ヶ原』（東京書籍2014年）
- 吉田恵里香『俺とおまえの夏の陣』（東京書籍2014年）

## 出演番組
- ばんばひろふみ!ラジオ・DE・しょー!（ラジオ関西、2011年3月11日 ）
- フルタチさん（フジテレビ、2016年11月6日）
- 戦国大名総選挙（テレビ朝日、2020年12月28日）
- 開運!なんでも鑑定団（テレビ東京、2021年４月27日）
- 林修の今知りたいでしょ！（テレビ朝日、2022年12月15日・2024年４月４日）
- 浜美枝のいつかあなたと（文化放送、2023年3月5日）
- ABEMA Prime（AbemaNews、2023年５月２日）